# Argentine-Samoa en rugby à XV
Cet article présente l'historique des confrontations entre l'équipe d'Argentine et l'équipe des Samoa en rugby à XV.
Les deux équipes se sont affrontées à cinq reprises[réf. nécessaire], dont quatre fois en Coupe du monde. Les Samoans ont remporté trois rencontres contre deux pour les Argentins.

## Les confrontations
Voici la liste des confrontations entre ces deux équipes :
| No | Date              | Lieu                                             | Match                          | Score   | Compétition              |
| -- | ----------------- | ------------------------------------------------ | ------------------------------ | ------- | ------------------------ |
| 1  | 13 octobre 1991   | Sardis Road, Pontypridd — Pays de Galles         | Argentine – Samoa occidentales | 12 – 35 | Coupe du monde (poule C) |
| 2  | 30 mai 1995       | ABSA Stadium, East London — Afrique du Sud       | Argentine – Samoa occidentales | 26 – 32 | Coupe du monde (poule B) |
| 3  | 10 octobre 1999   | Stradey Park, Llanelli — Pays de Galles          | Argentine – Samoa              | 32 – 16 | Coupe du monde (poule D) |
| 4  | 3 décembre 2005   | Cricket and Rugby Club, Buenos Aires — Argentine | Argentine – Samoa              | 12 – 28 | Test match               |
| 5  | 22 septembre 2023 | Stade Geoffroy Guichard, Saint-Étienne — France  | Argentine – Samoa              | 19 – 10 | Coupe du monde (poule D) |